# Lupinus klamathensis
Lupinus klamathensis är en ärtväxtart som beskrevs av Alice Eastwood. Lupinus klamathensis ingår i släktet lupiner, och familjen ärtväxter. Inga underarter finns listade i Catalogue of Life.